# Палавесино, Агустин
Агустин Палавесино (исп. Agustín Palavecino; род. 9 ноября 1996, Флорида, Буэнос-Айрес) — аргентинский футболист, полузащитник клуба «Ривер Плейт».

## Клубная карьера
Палавесино — воспитанник клуба «Платенсе». 11 марта 2015 года в матче против «Барракас Сентраль» он дебютировал в Примере B Метрополитано. 9 мая в поединке против столичного «Комуникасьонес» Агустин забил свой первый гол за «Платенсе». В 2018 году Палавесино помог клубу выйти в более высокий дивизион. 26 августа в матче против «Атлетико Митре» он дебютировал в Примере B Насьональ.
В начале 2019 года Палавесино перешёл в колумбийский «Депортиво Кали». 24 февраля в матче против «Индепендьенте Медельин» он дебютировал в Кубке Мустанга. 21 марта в поединке против «Атлетико Насьональ» Агустин забил свой первый гол за «Депортиво Кали».
В начале 2021 года Палавесино вернулся на родину, подписав контракт с «Ривер Плейт». Сумма трансфера составила 1,5 млн. евро. 21 февраля в матче против Росарио Сентраль он дебютировал в аргентинской Примере. 14 марта в поединке против «Бока Хуниорс» Агустин забил свой первый гол за «Ривер Плейт». 